# Anne Rikala
Anne Rikala (Kangasala, 20 de febrer de 1977) és una esportista finlandesa que va competir en piragüisme en la modalitat d'aigües tranquil·les, guanyadora de cinc medalles en el Campionat Mundial de Piragüisme entre els anys 2006 i 2013, i quatre medalles en el Campionat Europeu de Piragüisme entre els anys 2006 i 2008.

## Palmarès internacional
| Campionat Mundial | Campionat Mundial     | Campionat Mundial | Campionat Mundial |
| Any               | Lloc                  | Medalla           | Competició        |
| ----------------- | --------------------- | ----------------- | ----------------- |
| 2006              | Szeged ( Hongria)     | 3                 | K2 200 m          |
| 2007              | Duisburg ( Alemanya)  | 2                 | K1 200 m          |
| 2007              | Duisburg ( Alemanya)  | 2                 | K1 500 m          |
| 2010              | Poznań ( Polònia)     | 3                 | K1 5000 m         |
| 2013              | Duisburg ( Alemanya)  | 3                 | K1 5000 m         |
| Campionat Europeu |                       |                   |                   |
| Any               | Lloc                  | Medalla           | Competició        |
| 2006              | Račice ( Txèquia)     | 3                 | K2 200 m          |
| 2007              | Pontevedra ( Espanya) | 2                 | K1 200 m          |
| 2007              | Pontevedra ( Espanya) | 3                 | K1 500 m          |
| 2008              | Milà ( Itàlia)        | 2                 | K2 500 m          |